# Гей-Лейк 209
Гей-Лейк 209 (англ. Hay Lake 209) — індіанська резервація в Канаді, у провінції Альберта, у межах спеціалізованого муніципалітету Маккензі.

## Населення
За даними перепису 2016 року, індіанська резервація нараховувала 883 особи, показавши скорочення на 7,0%, порівняно з 2011-м роком. Середня густина населення становила 8,5 осіб/км².
З офіційних мов обидвома одночасно володіли 5 жителів, тільки англійською — 865, а 10 — жодною з них. Усього 605 осіб вважали рідною мовою не одну з офіційних, з них усі — одну з корінних мов.
Працездатне населення становило 34,4% усього населення, рівень безробіття — 37,8%.
Середній дохід на особу становив $15 737 (медіана $8 736), при цьому для чоловіків — $14 447, а для жінок $17 354 (медіани — $5 248 та $13 920 відповідно).
6,9% мешканців мали закінчену шкільну освіту, не мали закінченої шкільної освіти — 77,1%, 15,3% мали післяшкільну освіту, з яких 15% мали диплом бакалавра, або вищий.
| Статево-вікова структура населення | Статево-вікова структура населення | Статево-вікова структура населення | Статево-вікова структура населення | Статево-вікова структура населення |
| ---------------------------------- | ---------------------------------- | ---------------------------------- | ---------------------------------- | ---------------------------------- |
|                                    |                                    |                                    |                                    |                                    |
| Всього                             | Всього                             | 54,0%46,0%                         |                                    |                                    |
| 0 — 14 років                       | 0 — 14 років                       |                                    | 25,6%                              | 25,6%                              |
| 15 — 64 років                      | 15 — 64 років                      |                                    | 65,9%                              | 65,9%                              |
| 65 і більше                        | 65 і більше                        |                                    | 8,5%                               | 8,5%                               |
| 85 і більше                        | 85 і більше                        |                                    | 1,1%                               | 1,1%                               |
| Середній вік (років)               | Середній вік (років)               | 33,331,1                           | 32,3                               | 32,3                               |
| Медіана (років)                    | Медіана (років)                    | 29,728,1                           | 29,0                               | 29,0                               |
| — чоловіки — жінки                 |                                    |                                    |                                    |                                    |

| Походження мешканців:     | Походження мешканців:     | Походження мешканців: | Походження мешканців: | Походження мешканців: |
| ------------------------- | ------------------------- | --------------------- | --------------------- | --------------------- |
| Походження                |                           |                       | осіб                  | %                     |
| Корінні американці        | Корінні американці        |                       | 860                   | 97.73%                |
| Інше північноамериканське | Інше північноамериканське |                       | 0                     | 0%                    |
| Європейське               | Європейське               |                       | 65                    | 7.39%                 |
| британське                | британське                |                       | 15                    | 1.7%                  |
| французьке                | французьке                |                       | 45                    | 5.11%                 |

## Клімат
Середня річна температура становить -0,8°C, середня максимальна – 21,5°C, а середня мінімальна – -28,5°C. Середня річна кількість опадів – 393 мм.
| Клімат поселення                              | Клімат поселення | Клімат поселення | Клімат поселення | Клімат поселення | Клімат поселення | Клімат поселення | Клімат поселення | Клімат поселення | Клімат поселення | Клімат поселення | Клімат поселення | Клімат поселення | Клімат поселення |
| Показник                                      | Січ.             | Лют.             | Бер.             | Квіт.            | Трав.            | Черв.            | Лип.             | Серп.            | Вер.             | Жовт.            | Лист.            | Груд.            |                  |
| Середній максимум, °C                         | −14,34           | −9,27            | −2,66            | 9,04             | 16,56            | 21,47            | 21,37            | 19,49            | 14,10            | 6,62             | −6,15            | −13,35           |                  |
| Середня температура, °C                       | −21,41           | −16,34           | −9,73            | 1,98             | 9,50             | 14,41            | 16,46            | 14,60            | 9,20             | 1,72             | −11,05           | −18,26           |                  |
| Середній мінімум, °C                          | −28,48           | −23,4            | −16,81           | −5,09            | 2,44             | 7,34             | 11,58            | 9,68             | 4,30             | −3,2             | −15,96           | −23,15           |                  |
| Норма опадів, мм                              | 21               | 18               | 20               | 17               | 36               | 56               | 69               | 54               | 35               | 23               | 24               | 20               |                  |
| Середньомісячна швидкість вітру, м/с          | 2.70             | 2.85             | 3.05             | 3.30             | 3.45             | 3.26             | 2.80             | 2.90             | 3.22             | 3.30             | 2.87             | 2.64             |                  |
| Середньомісячна сонячна радіація, кДж/м²·день | 1782             | 4590             | 10194            | 16423            | 20286            | 21994            | 20601            | 16405            | 10298            | 5138             | 2137             | 1152             |                  |
| --------------------------------------------- | ---------------- | ---------------- | ---------------- | ---------------- | ---------------- | ---------------- | ---------------- | ---------------- | ---------------- | ---------------- | ---------------- | ---------------- | ---------------- |
| Джерело:                                      |                  |                  |                  |                  |                  |                  |                  |                  |                  |                  |                  |                  |                  |